# Mercado Central de Lima
El Mercado Municipal Gran Mariscal Ramón Castilla es un mercado de abastos ubicado en el distrito de Lima, en la ciudad homónima, capital del Perú. Se encuentra en el centro histórico de Lima, cerca del barrio chino y de la zona comercial de Mesa Redonda. 

## Historia
En 1846, durante el gobierno del presidente Ramón Castilla se expidió un decreto supremo para la construcción de un mercado de abastos en la ciudad de Lima. Se dispuso que la ubicación del mismo sería la misma que ocupa en la actualidad: la manzana rodeada por los jirones Huallaga, Andahuaylas, Ucayali y Ayacucho. Se expropió los terrenos a las monjas del cercano Convento de La Concepción. En 1852 se inició la construcción del que fuera denominado "Mercado de la Concepción" que se mantuvo en pie hasta 1905 cuando fue reconstruido durante la gestión del entonces alcalde Federico Elguera. Este edificio fue destruido por un incendio el 28 de febrero de 1964 tras la explosión de una cocina.
Tras la tragedia, que generó la destrucción total del mercado, el gobierno de Fernando Belaúnde Terry autorizó un préstamo a la Municipalidad de Lima para la construcción inmediata de un nuevo mercado. Se contrató al arquitecto Alfredo Dammert y Garrico Lecca para liderar el proyecto. Esta decisión fue la oportunidad para la construcción en Lima de un sistema de mercados que atendiera a la ya enorme ciudad de Lima. La reconstrucción del mercado central fue aparejada con la construcción de un mercado mayorista y de productores a las afueras de la ciudad (límite de los actuales distritos de La Victoria, Lima, El Agustino) así como 26 mercados minoristas periféricos.
El nuevo edificio fue inaugurado el 8 de julio de 1967, con un costo de 90 millones de soles de la época, y con un área de 12 mil metros cuadrados y la capacidad de alojar 950 puestos de venta. Adicionalmente, contaba con 14 cámaras frigoríficas, un sótano de descarga para 50 camiones y rampas para carga y descarga de mercadería. Durante los años 1980, debido a las condiciones de crisis política y económica del país, el mercado y su zona circundante se vio inmerso en problemas de desorden, hacinamiento e inseguridad. Situación que se corrigió hacia fines de los años 1990 durante la alcaldía de Alberto Andrade.

## Composición
El edificio se compone de un basamento que ocupa toda la manzana, con un anillo perimetral comercial. El basamento se divide en dos sectores diferenciados por medio nivel y conectados mediante rampas. Sobre él se apoya un edificio. Consta con dos rampas de ingreso de camiones hacia el sótano.